# 道孚杜鹃
道孚杜鹃（学名：[Rhododendron dawuense] 错误：{{Lang}}：文本有斜体标记（帮助）），为杜鹃花科杜鹃花属下的一个种。

## 扩展阅读
維基物種上的相關：道孚杜鹃